# Kevin Bonacina
Kevin Bonacina (Lecco, 11 novembre 1993) è un arbitro di calcio italiano.

## Carriera
Affiliato alla sezione AIA di Bergamo, inizia la sua carriera arbitrale nel 2011, nei campionati giovanili italiani. Nel 2018, sei anni dopo, viene promosso in Serie D e dopo ulteriori tre stagioni in Serie C. Al termine della stagione 2022-2023 viene designato per dirigere la finale d'andata dei playoff di Serie C, Foggia-Lecco, oltre alla finale di ritorno di Coppa Italia Serie C giocata tra L.R. Vicenza e Juventus Next Gen. Dopo 27 gare dirette in Serie C, il 3 luglio 2023 viene annunciata dall'AIA la sua promozione in Serie A e B.
Dopo aver diretto Sampdoria-Südtirol il 14 agosto 2023, dei trentaduesimi di Coppa Italia, il 26 agosto esordisce in Serie B in Venezia-Cosenza.
Il 3 dicembre 2024 dirige Milan-Sassuolo, ottavi di finale di Coppa Italia, pochi giorni prima dell'esordio in Serie A, che avviene alla 16ª giornata di campionato, dove è designato per Empoli-Torino (0-1).